# (1067) Lunaria
(1067) Lunaria és un asteroide pertanyent al cinturó d'asteroides descobert per Karl Wilhelm Reinmuth des de l'observatori de Heidelberg-Königstuhl, Alemanya, el 9 de setembre de 1926. Inicialment es va designar com 1926 RG. Posteriorment va ser anomenat per les lunàries, unes plantes de la família de les brasicàcies.
Lunaria orbita a una distància mitjana de 2,872 ua del Sol, podent acostar-se fins a 2,33 ua i allunyar-se fins a 3,414 ua. La seva excentricitat és 0,1886 i la inclinació orbital 10,56°. Emplea 1778 dies a completar una òrbita al voltant del Sol.